# Ablávio (poeta)
Ablávio (em latim: Ablavius) ou Ablábio (em latim: Ablabius) foi um poeta bizantino de meados no século VI. Um homem ilustre, foi autor de um poema aparentemente inscrito num prato pertendence a certo Asclepíades. Seu poema foi incluído no Ciclo de Agátias.